# Zatonie (Lubusz)
Zatonie (prononciation : [zaˈtɔɲe]) est un village polonais de la gmina de Zielona Góra dans le powiat de Zielona Góra de la voïvodie de Lubusz dans l'ouest de la Pologne.
Il se situe à environ 10 km au sud-est de Zielona Góra (siège de la gmina, du powiat et de la diétine régionale).
Le village comptait approximativement une population de 587 habitants en 2013.

## Histoire
Le nom allemand du village était Günthersdorf.
Autrefois une partie du duché de Sagan, le village existe depuis le XIIIe siècle. Il est devenu un centre politique et culturel important de la région dans le milieu du XIXe siècle, quand le palais de Zatonie a été hérité par la princesse Dorothée de Courlande.
Après la Seconde Guerre mondiale, avec les conséquences de la Conférence de Potsdam et la mise en œuvre de la ligne Oder-Neisse, le village est intégré à la République populaire de Pologne. La population d'origine allemande est expulsée et remplacée par des polonais.
De 1975 à 1998, le village appartenait administrativement à la voïvodie de Zielona Góra.

Depuis 1999, il appartient administrativement à la voïvodie de Lubusz.

## Galerie
|  |